# HD 131664
HD 131664 es una estrellas de octava magnitud de secuencia principal del tipo G ubicado a unos 181 años luz de distancia en la constelación de Apus.